# Musaraigne de Bendire
Sorex bendirii
Espèce
Statut de conservation UICN

 LC  : Préoccupation mineure
La Musaraigne de Bendire (Sorex bendirii) est une grande musaraigne qui vit près d'habitats aquatiques et l'espèce la plus grande du genre Sorex en Amérique du Nord. Elle habite le long de la côte du Pacifique, du sud de la Colombie-Britannique au nord de la Californie.

## Description
Elle a un pelage dorsal qui varie de brun foncé à noir, un dessous brun foncé et une longue queue. Cependant, le pelage abdominal peut être blanchâtre dans les populations (S. b. albiventer) de la péninsule Olympique. L'espèce mesure environ 16 cm de long, y compris la queue de 7 cm, et pèse de 14,5 à 16 g. Les pieds arrière mesurent environ 19,2 mm et sont munies d'une frange rigide de poils aux orteils. L'animal a fait l'objet de descriptions plus détaillées.
Quatre espèces plus petites sont sympatriques avec la Musaraigne de Bendire dans le sud-ouest de la Colombie-Britannique : la Musaraigne cendrée (Sorex cinereus), la Musaraigne sombre (Sorex monticolus), la Musaraigne de Trowbridge (Sorex trowbridgii) et la Musaraigne errante (Sorex vagrans) ; leur compétition avec la Musaraigne de Bendire est probablement faible en raison de leur taille corporelle, de leur alimentation, de leur comportement et de leur microhabitat. La Musaraigne de Bendire partage certaines caractéristiques avec la Musaraigne palustre (Sorex palustris), et elles sont les deux espèces les plus grandes du genre Sorex en Amérique du Nord. La Musaraigne palustre se distingue par des poils plus durs sur les orteils arrière, son ventre argenté, sa queue bicolore, un crâne plus petit et un museau non courbé vers le bas. La Musaraigne de Bendire a d'ordinaire un museau plus long et plus fuselé, vu de côté.
On n'en a pas trouvé de restes fossiles.

## Taxonomie

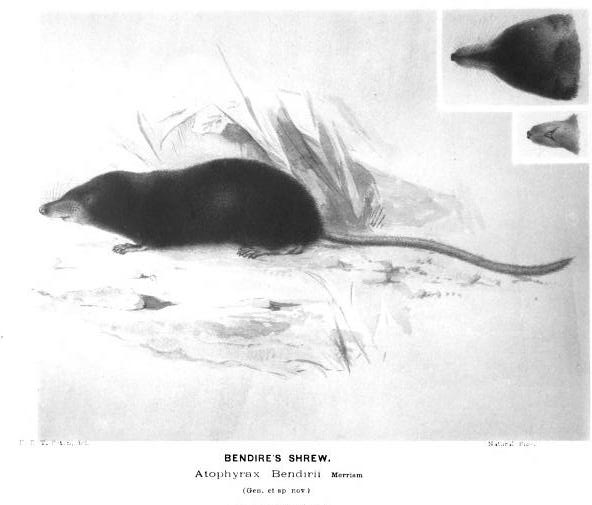
La Musaraigne de Bendire, d'après la description que C. Hart Merriam en fit en 1884.

C'est en 1884 que la Musaraigne de Bendire fut décrite dans un premier ouvrage scientifique par Clinton Hart Merriam sous le nom d'Atophyrax bendirii. Le premier spécimen fut pris à un mille de la rivière Williamson, au sud-est de Fort Klamath, dans le comté de Klamath. Merriam l'avait obtenu de Charles Bendire (en), ornithologue et capitaine de l'armée en garnison alors à Fort Klamath. L'animal avait été pris à la fin de juillet ou au début d'août par l'un des chiens du camp. Merriam l'appela Musaraigne de Bendire en l'honneur de l'ornithologue. Il déclara que l'animal représentait un nouveau genre, Atophyrax, nom dérivé du grec qui se traduit en latin par anomalus sorex (musaraigne anomale). La Musaraigne de Bendire fut par la suite reclassée dans le genre Sorex et, pour la plupart des taxinomistes, le sous-genre Otisorex.

### Sous-espèces
Traditionnellement, il y a trois sous-espèces reconnues :
- S. bendirii albiventer Merriam, 1895 ;
- S. bendirii bendirii Merriam, 1884 ;
- S. bendirii palmeri Merriam, 1895[7].

## Répartition et habitat

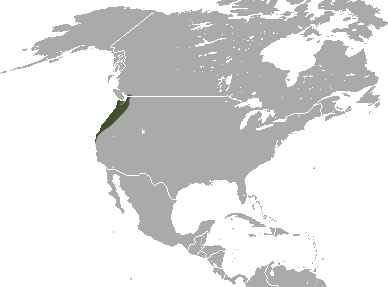
Aire de répartition de la Musaraigne de Bendire

L'aire de répartition de l'espèce s'étend du sud-ouest de la Colombie-Britannique jusqu'au nord-ouest de la Californie, au nord de San Francisco. Elle couvre l'ouest des États de Washington et de l'Oregon. La sous-espèce S. b. albiventer se trouve dans la péninsule Olympique. S. b. palmerii vit dans l'ouest de l'Oregon, au sud du Columbia, et dans l'extrême nord-ouest de la Californie. S. b. bendirii habite le nord (sauf la péninsule Olympique) et l'est de l'aire de répartition de l'espèce, ainsi que le reste du territoire californien qui fait partie de cette aire.
La Musaraigne de Bendire vit d'ordinaire dans des habitats humides tels que les marais. On peut aussi la trouver près des cours d'eau et des milieux riverains. Pendant les saisons froides, pluvieuses, elle peut parcourir jusqu'à un kilomètre pour atteindre des habitats plus boisés, qui sont en général des forêts mixtes avec des billes gisantes. Elle a été recueillie à des altitudes allant du niveau de la mer jusqu'à 1 328 m, dans la chaîne des Cascades. Elle est rare : des agents environnementaux de la Colombie-Britannique la croient l'un des petits mammifères les plus rares de la province.

## Comportement et écologie
La Musaraigne de Bendire mange des vers de terre, des arthropodes aquatiques, des cloportes, des centipèdes et des termites. Elle mange aussi des limaces et des escargots. Elle nage et fait de courtes plongées d'au plus 60 secondes à la recherche de nourriture,. Son museau mobile, ses vibrisses et ses lèvres lui servent à trouver ses proies sous l'eau et à les capturer. Elle retourne sur terre avant de les manger. L’air retenu sous le pelage lui permet de flotter et assure peut‑être une isolation lorsqu’elle est dans l’eau. Il lui donne aussi un lustre argenté. La Musaraigne de Bendire est capable de courir sur l'eau sur de courtes distances (durant trois à cinq secondes). Elle peut aussi « godiller à la surface comme les gyrin » selon le mammalogiste Donald Pattie. Sur terre, elle progresse en déplaçant un membre avant et le membre arrière du côté opposé.
Cette musaraigne est active de jour et l'est encore plus de nuit. Elle est active tout au cours de l'année. La femelle a deux ou trois portées de cinq à sept jeunes dans un nid installé dans un tunnel ou sous une bille. La gestation dure quelque trois semaines. La Musaraigne de Bendire vit d'ordinaire quelque dix-huit mois. Selon Pattie (1969), les mâles n’atteignent pas la maturité sexuelle à leur premier été et s'accouplent pour la première fois vers l’âge de dix mois,. Il découle de sa longévité réduite qu'il s'accouple pendant une seule saison.
Les fortes odeurs que dégage la Musaraigne de Bendire et qui caractérisent aussi d'autres musaraignes à longue queue, constituent peut-être un moyen de communication. Comme les autres musaraignes, elle a une vue très mauvaise.
En captivité, elle crie lorsqu'elle est déplacée ou qu'elle se bagarre avec d'autres animaux dans sa cage. Elle émettait un gazouillis perçant si on la dérangeait pendant qu'elle mangeait ou si elle disputait de la nourriture telle qu'un ver. On ne sait trop si elle cache ou stocke de la nourriture dans la nature, mais en captivité, elle gardait des lombrics dans un coin de sa cage pour les consommer plus tard ; elle ne mettait de côté aucun autre aliment de cette façon.

## Contacts avec l'homme
Avant l'étude de musaraignes de Bendire en captivité réalisée par l'équipe de Donald Pattie à la fin des années 1960, on savait très peu de choses sur le comportement de ce mammifère. La majeure partie des connaissances antérieures provenaient de notes sur l'habitat de l'animal et de renseignements sur le piégeage de cette musaraigne. Les descriptions figurant dans les publications provenaient en grande partie de l'examen d'échantillons de musée.

## Situation de l'espèce quant à sa conservation

### Canada
La Musaraigne de Bendire est jugée « gravement en péril ou en péril » par la Colombie-Britannique et « en voie de disparition » par le Comité sur la situation des espèces en péril au Canada (COSEPAC). Selon ce comité, l'habitat de l'animal en Colombie-Britannique se limite de façon contraignante à la vallée du bas Fraser. De plus, l'habitat disponible continue de se dégrader par suite de l'activité économique, et la tendance a peu de chances de s'inverser. L'animal est rare dans cette région du Canada. Le COSEPAC jugea donc la Musaraigne de Bendire menacée en avril 1994 et en mai 2000. En avril 2006, il révisa ce classement et la jugea « en voie de disparition ».

### États-Unis
L'espèce est considérée comme « apparemment non en péril » (apparently secure) aux États-Unis, mais est jugée « vulnérable à apparemment non en péril » par la Californie.

### Situation mondiale
La Musaraigne de Bendire est classée par l'UICN parmi les animaux dont la conservation est une « préoccupation mineure ». Elle passe pour être un animal rare dont la population est en déclin. Il n'y a pas actuellement d'estimations de sa population. L'UICN ne pense pas que la décroissance de la population soit assez rapide pour justifier le classement de l'animal dans une catégorie plus menacée. La disponibilité d'habitats humides convenables diminue aussi, surtout en raison de l'urbanisation et de la conversion d'habitats à des fins agricoles.